# Léon Marcotte
Pour les articles homonymes, voir Marcotte.
Léon Alexandre Marcotte, né le 15 mai 1824 à Valognes et mort le 25 janvier 1887 à Paris, est un ébéniste et architecte d’intérieur français.

## Biographie
Fils de Mélanie-Julie Ringuet et de Pierre-Alexandre Marcotte, il est monté, en 1840, faire des études d’architecture à l’école des Beaux-Arts de Paris, où il a été l’élève de l’architecte Henri Labrouste. Il connaissait probablement déjà à cette époque, Detlef Lienau (en), l’architecte danois qui a introduit le style français dans la construction des bâtiments américains, notamment les toits mansardés et toutes leurs fioritures décoratives. Comme lui, il s’installe à New York en 1848.
Avec son beau-frère Auguste-Émile Leprince-Ringuet, qui a épousé sa sœur Marie-Félicité, en 1835, il fonde une entreprise de meubles. Son jeune frère Charles était également impliqué, tout comme Augustus Fredin. L’entreprise est rapidement devenue à la mode parmi les nouveaux riches entrepreneurs américains. issu d’une ancienne famille d’ébénistes, Ringuet-Leprince, médaillé à l’Exposition Universelle de Londres en 1844 a gagné s’était constitué une clientèle américaine depuis l’Europe, notamment avec Mathew Morgan, Mme Samuel Jaudon, Delancey Kane et James Colles.
À leur arrivée à New York à la fin de 1848, Marcotte et son beau-frère ont ouvert une boutique dans le bas de Broadway, avant de déménager à plusieurs reprises. Marcotte a repris le service client aux USA, tandis que Ringuet-Leprince maintenait le contact avec la France, d’où une grande partie du mobilier était fabriquée à ses débuts. En Europe, la société s’est appelée Maison Ringuet-Leprince jusqu’en 1849, Ringuet-Leprince & L. Marcotte de 1848 à 1860, puis L. Marcotte & Co jusqu’en 1918.
Ayant également réussi aux États-Unis, Lienau a fait affaire avec Marcotte de 1851 à 1854 ; il a également donné forme au siège de Marcotte tendit que ce dernier participait à l’ameublement du manoir Lockwood-Mathews,.
En 1859, il a épousé, Louise-Marie de Rudder fille du peintre parisien Louis-Henri de Rudder, dont naitra Félix, artiste peintre. Son entreprise a prospéré particulièrement dans les années 1860 et, en 1867-1868, Lienau a construit sa nouvelle usine au 158-164 West 32nd Street. Lienau a également conçu la boutique et le magasin d’exposition, qui ont été construits deux ans plus tard. En 1868, Adrian Herzog a été embauché comme associé dans l’entreprise en pleine croissance.
En 1879, Ringuet-Leprince ayant vendu sa part, Marcotte est reparti s’installer à Paris, où son magasin est passé du 15 avenue de Villars au 11 avenue de l’Opéra. Un peu plus tard, en 1882, le siège new-yorkais a été déplacé à une adresse prestigieuse, au 298 Fifth Avenue, au coin de la 31e Rue.
Ses clients comprenaient John Taylor Johnston, le premier directeur du Metropolitan Museum of Art et gendre de James Colles. Johnston a fait meubler son domicile sis au coin de la Cinquième Avenue et de la 8e Rue par Marcotte. Le négociant philanthrope William Shepard Wetmore (en) a fait construire à Seth Bradford son « Château-sur-Mer » à Newport vers 1850, qui a été en partie meublé par Marcotte dans le style Louis XV,. À Hartford, le célèbre Samuel Colt a fait aménager sa maison « Armsmear » par Marcotte et s’est rendu en France, notamment pour inspecter divers meubles du magasin parisien. Un autre client était le financier, philanthrope et collectionneur Henry Marquand (en), qui a probablement connu Marcotte par l’intermédiaire de Johnston. En plus des pièces fabriquées selon les spécifications de son client, Marcotte a également vendu des meubles pouvant être assemblés à partir d’éléments donnés. Il y avait aussi des meubles « off-the-shelf », comme celui acheté par l’architecte Ogden Codman (en) à Lincoln pour sa maison « The Grange »:492.
En 1853, Marcotte a réalisé un buffet pour l’exposition au Crystal Palace, en réaction à un meuble similaire qu’Alexandre Georges Fourdinois avait exposé à Londres en 1851:61. Une autre exposition importante était l’Exposition du centenaire de Philadelphie, qui présentait une bibliothèque et une salle à manger, et l’Exposition universelle de Paris, où il a remporté une médaille d’or. Lorsque des éléments de style asiatique et exotique sont devenus à la mode, dans les années 1870 et 1880, Marcotte les a rapidement adoptés:67.
Peu de temps après l’exposition à Philadelphie, Marcotte a reçu ce qui était probablement son plus gros contrat privé, meubler la maison de Cyrus McCormick à Chicago. En 1886, il a été chargé de fournir les maisons des filles Vanderbilt, Margaret Vanderbildt Shepherd et Emily Sloane Vanderbilt sur la Cinquième Avenue. Ces œuvres n’ont pas survécu, mais les dernières œuvres documentées de Marcotte le sont. La maison des Vanderbilt au 660 Fifth Avenue, construite par Richard Morris Hunt, a également été meublée par Marcotte : on lui doit, entre autres, la salle de billard mauresque.
Après sa mort, au plus fort de son succès, son entreprise a été poursuivie par Adrian Herzog et ses proches ainsi qu’Edmond Leprince-Ringuet. Entre 1900 et 1903, elle a été chargée d’agrandir la bibliothèque de la Robert W. Patterson House à Washington, DC et de travailler sur la Blue Room de la Maison-Blanche, mais le capital de la société n’a jamais dépassé 150 000 dollars, après sa mort, alors qu’il était d’environ 250 000 dollars de son vivant. La succursale parisienne a fermé en 1911 et la branche new-yorkaise en 1922, après avoir déménagé à Long Island City en 1918. L’entreprise a ensuite décliné avant de sortir de la famille:53.
Ses œuvres reposent aujourd’hui au Brooklyn Museum:57 et au Lockwood Mathews Mansion.